# Pawieł Iwanow-Rinow
Pawieł Pawłowicz Iwanow-Rinow (ur. 14?/26 lipca 1869, data śmierci nieustalona) – rosyjski generał, uczestnik I wojny światowej oraz wojny domowej w Rosji (po stronie białych).

## Życiorys

### W armii Imperium Rosyjskiego
Urodzony jako Pawieł Iwanow. Ukończył syberyjski korpus kadetów w Omsku, a następnie, w 1890, 1. Pawłowską Szkołę Wojskową. Służbę w armii rosyjskiej rozpoczął w stopniu chorążego w 3. syberyjskim pułku kozackim na granicy rosyjsko-chińskiej. W 1900 przeszedł z wojsk kozackich na służbę do Turkiestańskiego Okręgu Wojskowego, by w 1904 w stopniu rotmistrza zostać ponownie przyjętym do wojsk kozackich, do 7 syberyjskiego pułku. Od 1906 do 1914 był natomiast naczelnikiem powiatów przewalskiego, wierneńskiego i chodżenckiego, w stopniu podpułkownika, awans na pułkownika otrzymał w 1913 r.
Po wybuchu I wojny światowej, w sierpniu 1914, mianowany dowódcą 2. brygady Kozaków kubańskich, którą dowodził do lutego 1916. Następnie do maja 1916 dowodził 8. dywizją Kozaków syberyjskich.
W 1916, po wybuchu powstania ludności kazachskiej, uzbeckiej i kirgiskiej w Azji Środkowej, został mianowany komendantem Wiernego i dowódcą sił skierowanych do stłumienia buntu. Swoim oddziałom wydał rozkaz palenia całych wsi uznanych za buntownicze, przyzwalał na grabież majątku mieszkańców, gwałty na kobietach, niszczenie zbiorów. Powstanie zostało ostatecznie krwawo stłumione. W kwietniu 1917 Iwanow-Rinow został przeniesiony do rezerwy Kaukaskiego Okręgu Wojskowego.
Od września 1917 dowodził 1. syberyjskim pułkiem kozackim, a od 13 listopada tegoż roku także wydzieloną Syberyjską brygadą kozacką, którą w pierwszych dniach r. 1918 r. doprowadził do Pietropawłowska, ogłaszając jej rozformowanie.

### W białej armii
Dzięki rekomendacji gen. W. Fluga, kierującego tworzeniem struktur Armii Ochotniczej na Syberii, Pawieł Iwanow, zdeklarowany monarchista i konserwatysta, został wyznaczony na dowódcę tworzących się oddziałów kontrrewolucyjnych w regionie Pietropawłowska i Omska. W tym samym roku zaczął posługiwać się pseudonimem Rinow. W czerwcu 1917 dowodzone przez niego siły zmusiły bolszewików do opuszczenia Omska. Kontrolę nad miastem przejęły niezdyscyplinowane oddziały Kozaków syberyjskich, zastraszające miejscową ludność. W mieście Iwanow-Rinow utworzył Korpus Stepowy, którego został dowódcą i na czele którego zdobył dla białych znaczną część stepów syberyjskich. 16 lipca 1918 IV nadzwyczajny krug Syberyjskiego Wojska Kozackiego wybrał go na atamana Kozaków syberyjskich.
Jesienią 1918 wszedł do Tymczasowego Rządu Syberyjskiego kierowanego przez Piotra Wołogodskiego jako minister wojny, utrzymując równocześnie do listopada tego samego roku tytuł atamana Kozaków syberyjskich. 1 października 1918 r. mianowany dowódcą Armii Syberyjskiej Dyrektoriatu. W Omsku zajął na swoją rezydencję dawny pałac gubernatorski. W Armii Syberyjskiej wprowadził dawny regulamin armii Imperium Rosyjskiego, w tym prawo oficerów do wymierzania podkomendnym kar fizycznych. W momencie, gdy Tymczasowy Rząd Syberyjski rozwiązał się, uznając Ogólnorosyjski Rząd Tymczasowy (Dyrektoriat) powstały w Ufie, Iwanow-Rinow nominalnie zachował dowództwo Armii Syberyjskiej, jednak ministrem wojny w Dyrektoriacie ufijskim został adm. Aleksandr Kołczak. Iwanow-Rinow znajdował się wówczas we Władywostoku, gdzie reorganizował siły białych. 24 października 1918 r. Kołczak mianował go gubernatorem wojskowym Władywostoku i upoważnił do objęcia reżimem wojskowym całego obszaru nadmorskiego, nadamurskiego, Sachalina oraz Kamczatki. Gdy Kołczak dokonał przewrotu i przejął pełnię władzy na kontrolowanej przez białych Syberii, Iwanow-Rinow natychmiast uznał go jako wielkorządcę Rosji, chociaż wcześniej twierdził, że Kołczak, jako oficer marynarki, nie miał kompetencji potrzebnych do zajmowania stanowiska ministra wojny. Od grudnia 1918 r. do maja 1919 r. był zastępcą ds. wojskowych gen. Dmitrija Chorwata, najwyższego pełnomocnika Kołczaka na Dalekim Wschodzie, po czym wrócił do Omska.
W grudniu 1918 Iwanow-Rinow dowodził tłumieniem antykołczakowskiego „czerwonego” powstania w Omsku, przeprowadzając pacyfikację w robotniczych dzielnicach miasta i nakazując zbiorowe egzekucje. Należał do tych dowódców białych na Syberii, którzy wyróżniali się osobistym okrucieństwem. Po wydarzeniach w Omsku Kołczak pozbawił Iwanowa-Rinowa dowództwa Armii Syberyjskiej i nakazał mu powrót do Władywostoku na stanowisko dowódcy Nadamurskiego Okręgu Wojskowego białej Armii Rosyjskiej. Na tym stanowisku, sprawowanym do maja 1919 r., Iwanow-Rinow przekonał atamana Siemionowa do podporządkowania się zwierzchności Kołczaka, sformował dywizję piechoty i brygadę kozackiej kawalerii, jednostki artyleryjskie i inżynieryjne. Równocześnie siłą podporządkował rządowi Kołczaka ziemstwa oraz dumy miejskie na Dalekim Wschodzie, oczekujące, iż pod rządami białych zachowają szeroką autonomię. Podległe mu oddziały dopuszczały się regularnie zbrodni na cywilnej ludności Syberii, pozostając całkowicie bezkarne; adm. Kołczak nie miał faktycznie żadnej kontroli nad siłami Iwanowa-Rinowa.
W maju 1919 r. został ponownie zawezwany do Omska oraz do stanic kozackich nad Irtyszem, by formować Wydzielony Syberyjski Korpus Kozacki. 28 lipca 1919 odbył triumfalny wjazd do Omska, ponownie okrzyknięty naczelnym atamanem Kozaków syberyjskich. Adm. Kołczak polecił, by ograniczone zasoby zaopatrzenia i wyposażenia, jakie jeszcze posiadali biali, w pierwszej kolejności były przekazywane kozackiemu korpusowi. 10 sierpnia 1919 w intencji tworzonych przez niego sił odprawiono specjalne nabożeństwo w soborze św. Mikołaja w Omsku; Kołczak wręczył po nim Iwanowowi-Rinowowi miecz należący, według tradycji, do Jana III Sobieskiego.
Do połowy sierpnia 1919 Iwanow-Rinow pozyskał zaopatrzenie dla korpusu liczącego 20 tys. żołnierzy i zapowiedział rozpoczęcie 1 września wielkiej kontrofensywy przeciwko nacierającej Armii Czerwonej. W rzeczywistości pozyskanie aż tylu rekrutów było już wtedy niemożliwe, a Kozacy i chłopi odmawiali wstępowania do białych oddziałów. Ostatecznie Iwanow-Rinow zmobilizował jedynie 7500 żołnierzy (być może i liczba ta jest zawyżona); mimo sprzeciwu ministra wojny w rządzie Kołczaka korpus został skierowany do kontrofensywy nad Tobołem zgodnie z pierwotnym planem.
Po początkowych sukcesach Iwanow-Rinow został pozbawiony dowództwa korpusu za niewykonanie rozkazu (rajdu na tyłu przeciwnika w rejonie Kurganu), następnie ponownie mu je powierzono (pod naciskiem Kozaków). W listopadzie 1919 r. mianowano go zastępcą dowódcy Frontu Zachodniego Armii Rosyjskiej ds. administracyjnych. Deklarował gotowość do obrony Omska przed bolszewikami, faktycznie jednak kilka dni później razem z dowódcą frontu gen. Konstantinem Sacharowem opuścił miasto. Obydwaj zostali 9 grudnia 1919 r. aresztowani przez gen. Anatolija Piepielajewa pod zarzutem zdrady, a cztery dni później zwolnieni przez gen. Władimira Kappela. Podczas bitwy pod Krasnojarskiem w styczniu 1920 Iwanow-Rinow ukrył się w lesie i porzucił sztab Kappela, po czym ukrywał się przez dwa miesiące w zdobytym przez czerwonych mieście. W marcu 1920 wyjechał do Czyty, a stamtąd do mandżurskiego Harbinu.
W 1921 Iwanow-Rinow dołączył do wojsk atamana Siemionowa na Dalekim Wschodzie i był do jego wyjazdu do Japonii szefem sztabu jego wojsk. W październiku 1922 ewakuował się do Korei razem z resztkami wojsk gen. Michaiła Diterichsa.

### Emigracja
W 1924 żył w Tiencinie w Chinach. W 1925 wyjechał do ZSRR. Jego dalsze losy nie są znane.